# Eddy Pieters Graafland
Eduard Laurens “Eddy” Pieters Graafland (født 5. januar 1934 i Amsterdam, død 28. april 2020) var en hollandsk fodboldspiller (målmand).
Graafland spillede hele 47 kampe for Hollands landshold. Han debuterede i en venskabskamp mod Belgien i april 1957, mens hans sidste landskamp var et opgør mod Jugoslavien i november 1967. Han nåede dog aldrig at repræsentere hollænderne ved nogen slutrunde, da hans landsholdskarriere faldt før holdets storhedstid i 1970'erne.
På klubplan spillede Graafland hele sin karriere i hjemlandet, hvor han repræsenterede først AFC Ajax og senere Feijenoord. Han vandt ét hollandsk mesterskab med Ajax og fire med Feyenoord, mens det med Feyenoord også blev til sejr i Mesterholdenes Europa Cup i 1970. Her spillede han hele kampen i finalesejren over Celtic.

## Titler
Æresdivisionen
- 1957 med Ajax
- 1961, 1962, 1965 og 1969 med Feijenoord

KNVB Cup
- 1965 og 1969 med Feijenoord

Mesterholdenes Europa Cup
- 1970 med Feijenoord